# Cimitero reale di Ur
Il cimitero reale di Ur è un sito archeologico situato nell'odierno governatorato iracheno di Dhi Qar e che costituiva un tempo una parte dell'antica città sumerica di Ur. Il sito fu riportato alla luce negli scavi condotti tra il 1922 e il 1934 sotto la direzione di Leonard Woolley.

## Storia

### Gli scavi
I primi scavi furono condotti a partire dal 1922 sotto la direzione di Leonard Woolley per conto del British Museum e del Philadelphia University Museum.
Gli scavi riportarono alla luce circa 1.800-1.850 tombe, di cui 16 tombe reali. Al loro interno furono rinvenuti numerosi gioielli e manufatti preziosi.

## Descrizione del sito

Lo stendardo di Ur

Il sito si estende sino ad una profondità che va dai 70 ai 55 metri.
Un gruppo di tombe è separato da mattoni spessi circa 1-3 metri.
Nella maggior parte dei casi, si trattava di sepolture semplici, in cui i corpi erano avvolti in stuoie oppure rinchiusi in alcune bare ed erano posti in fosse che misuravano 1,50 x 0,70 metri. I corpi sono stati rinvenuti con le gambe leggermente flesse e con le mani poste tra il petto e la bocca.

### Principali reperti rinvenuti nel cimitero reale di Ur
- Stendardo di Ur (2600-2400 a.C.; conservato al British Museum)[2]
- Arpe e lire (conservate al British Museum e al Philadelphia University Museum)[2]
- Elmo d'oro del Re Meskalamdug (conservato al British Museum)[2]
- Collana di Perle in oro e lapislazuli della regina Pu-Abi (conservata al Philadelphia University Museum)[2]
- Coppa d'oro (2600-2400 a.C.; rinvenuta nella tomba della regina e conservata al British Museum)[2]
- Orecchini, nastro, ghirlanda e pettine per Capelli in oro e lapislazuli (conservata al Philadelphia University Museum)[2]
- Scodella d'oro (conservata al British Museum)[2]
- Ornamento per il capo (2600-2300 a.C.; conservato al British Museum)[2]
- Collana in oro e lapislazuli (2500 a.C.; conservata al British Museum)[2]
- Testa di Leone, conchiglia, argento e lapislazuli (conservata al Philadelphia University Museum)[2]

## Ipotesi legati alle sepolture del cimitero reale di Ur
L'archeologo Leonard Woolley ipotizzò che le sepolture più recenti appartenessero al periodo sargonico.
Secondo Woolley, 660 tombe appartenevano alla prima dinastia di Ur.

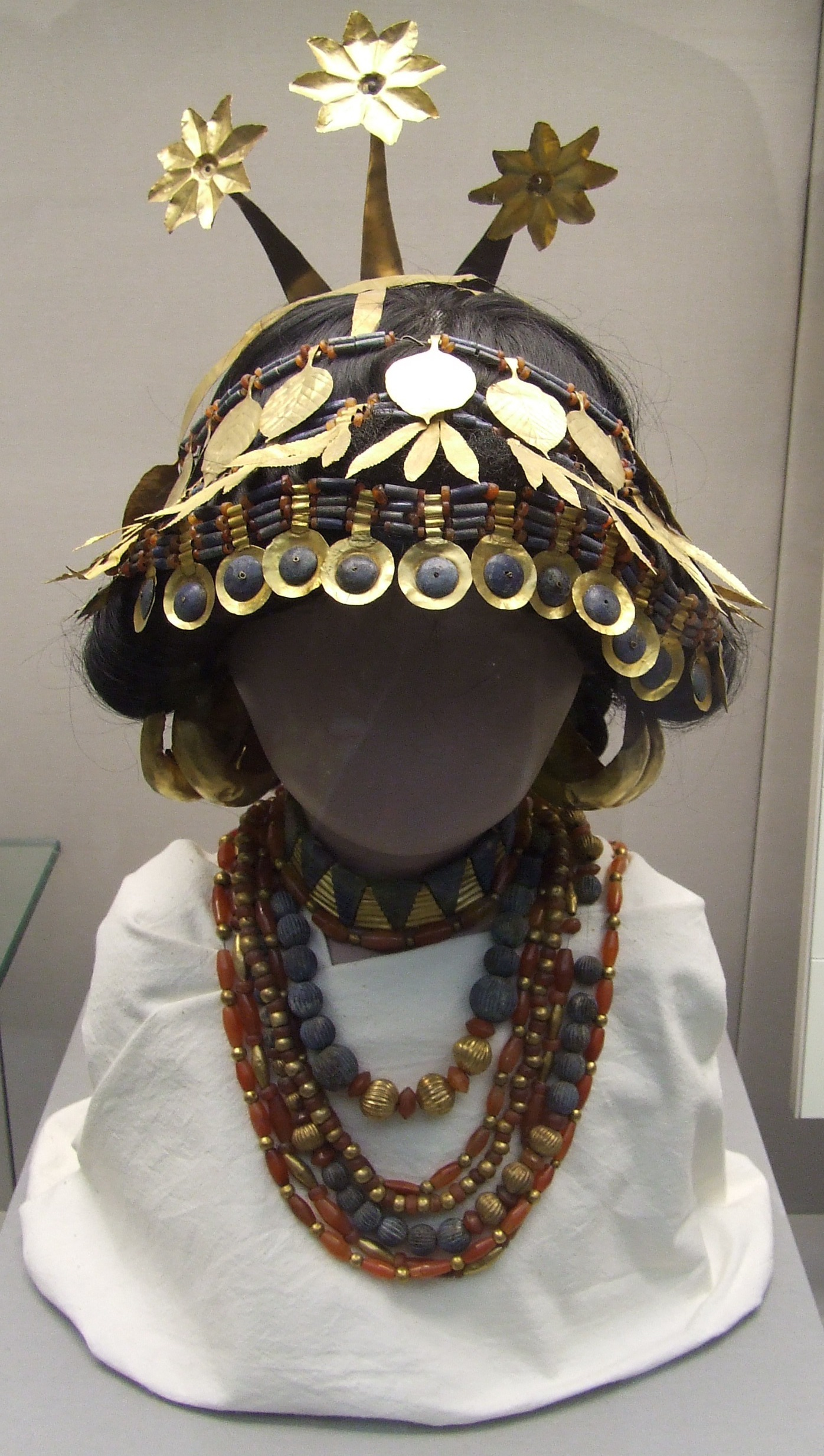
Ricostruzione di un copricapo sumero rinvenuto nella tomba della regina Puabi

## Pratiche di sepoltura comuni
La tomba era scavata in una fossa rettangolare, nella quale la salma era racchiusa in una stuoia o rinchiusa in un sarcofago di materiale povero, il defunto giaceva su un fianco, il dorso ritto o appena arcuato, le gambe più o meno piegato all’altezza dei lombi e delle ginocchia, le mani raccolte sul petto quasi a livello della bocca. Insieme al corpo erano sepolti oggetti personali, e intorno alla salma erano collocate delle offerte, spesso ricoperte di stuoie per ripararle dal contatto immediato con la terra.
Il morto portava con se l'occorrente per un viaggio, o un soggiorno, in un altro mondo.

## Pratiche di sepoltura reali
Secondo la ricostruzione dell'archeologo Leonard Woolley, le pratiche di sepoltura reali erano costituite da lunghi riti di sepoltura, omaggi, offerte e sacrifici. L'intera pratica può essere divisa in due fasi principali.

### Prima fase

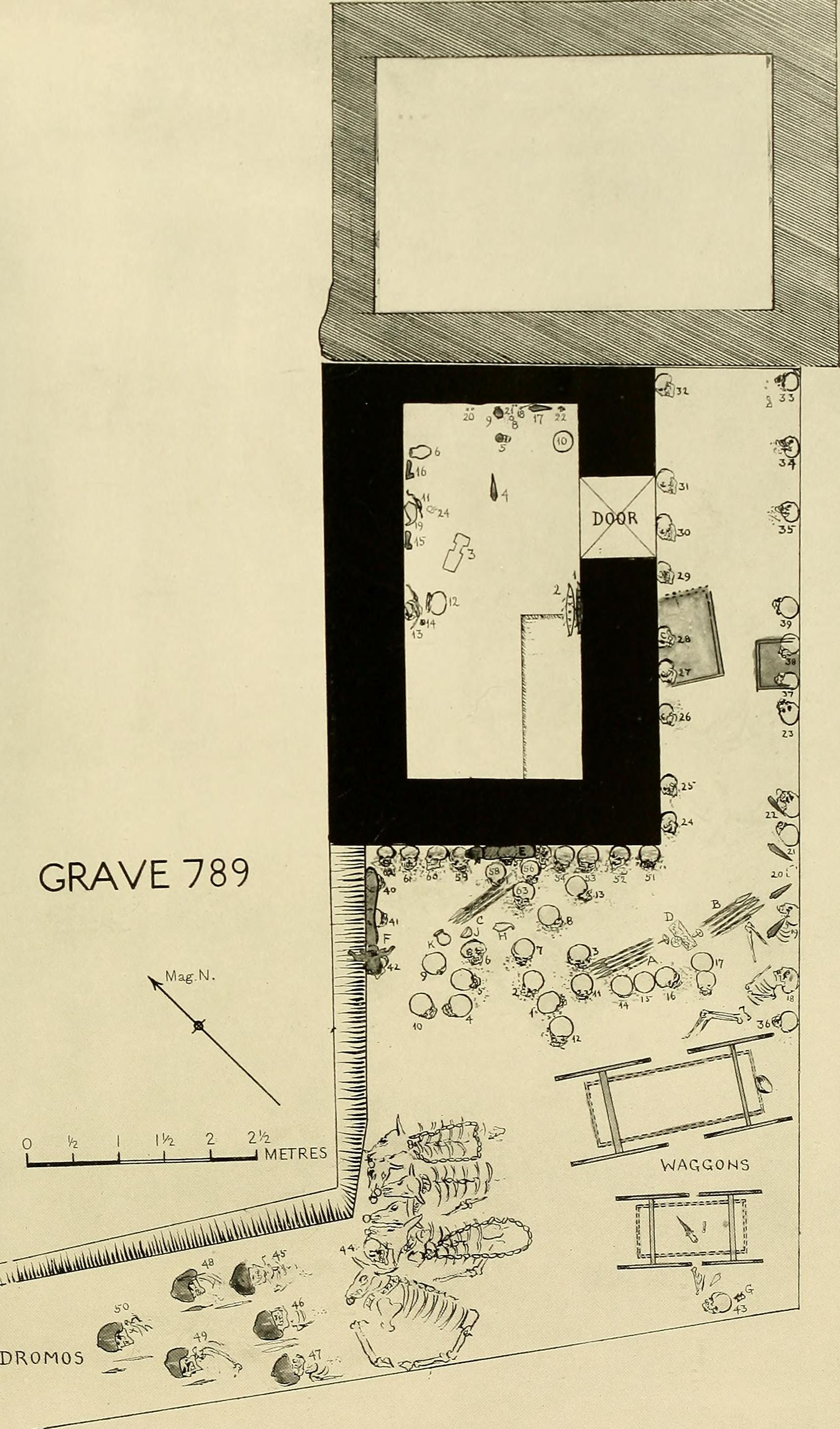
Pianta della tomba reale del re A-bar-gi.

La prima fase della cerimonia funebre consisteva, in primo luogo, nello scavare una grossa fosse, di una decina di metri di profondità circa, con una ripida rampa d'accesso che ne permetteva il passaggio. Sul fondo del pozzo veniva eretta la camera tombale, la quale occupava solo un piccola parte della superficie, essa era realizzata con pareti in pietra, un tetto in mattoni a volta ed un'apertura in uno dei lati più lunghi.
In secondo luogo il corteo funebre doveva percorrere il sentiero laterale, e la salma, una volta sul fondo, prendeva posto nella camera, si ipotizza, in una bara di legno. Successivamente tre o quattro membri del seguito del defunto prendevano posto nella cripta, essi veniva uccisi o ridotti in uno stato di incoscienza per mezzo di droghe, prima che la porta venisse murata.
Il protagonista della sepoltura veniva abbigliato ed adornato con tutto lo sfarzo confacente al suo ragno, e nella camera mortuaria venivano collocati gli stessi oggetti rinvenuti nelle tombe comuni ma qualitativamente e quantitativamente maggiori.
Quando la porta della cripta veniva murata con pietre e mattoni ed intonacata esternamente si concludeva la prima fase della cerimonia funebre.

### Seconda fase
La seconda fase è definita la più drammatica. Nel grande pozzo ancora scoperto, con pareti e pavimenti rivestiti di stuoie, scende una processione di uomini e donne, i membri della corte del monarca defunto, soldati, servitori e ancelle, queste nei loro abbigliamenti di gala, ognuno dei quali portava con sé una tazza. Tutti prendono il loro posto, già prestabilito, sul fondo della fossa ed infine una guardia armata si allineava davanti all'ingresso. Aveva luogo un servizio funebre e in seguito ognuno beveva dalla sua tazza la pozione che si era portato, o che aveva trovato sul posto, e si adagiava sul fondo in attesa della fine. Dopodiché qualcuno scendeva ad uccidere gli animali e ad assicurarsi che tutto fosse al proprio posto, e infine la terra veniva gettata dall'alto, sulle vittime in stato di incoscienza, fino a lasciare visibile solo la sommità della cupola.
A questo punto venivano accesi i falò e seguivano i festeggiamenti funebri, con offerte di libagioni al defunto, versate in uno scarico d'argilla che raggiungeva la tomba, e poi altra terra veniva gettata nella fossa, sopra la quale venivano lasciate offerte per le divinità ctonie, per poi essere nuovamente ricoperto di terra.
A questo punto, sulla fossa ormai riempita per metà, veniva eretto, con mattoni crudi, quello che sarebbe diventato un edificio sotterraneo.
La copertura di questo edificio avveniva per gradi, con strati di argilla battuta, offerte, sacrifici umani, seguite da uno strato di terra; il tutto ripetuto su più strati fino a metà dell'edificio, all'altezza del quale veniva eretta una volta di mattoni crudi, e in questo sepolcro sussidiario veniva deposto il corpo della vittima più illustre. Infine anche questa camera veniva sepolta insieme al resto della fossa e fuori veniva eretta una sorta di cappella funeraria per onorare la santità del luogo.
Questa ricostruzione è basata in massima parte sulle due tombe di Shub-ad e di A-bar-gi, le tombe reali differiscono notevolmente l’una dall’altra, ma non al punto che la ricostruzione non si possa applicare, grosso modo, a tutte.